# Мешкова, Евдокия Ивановна
Евдоки́я Ива́новна Мешко́ва (7 марта 1921, Орехово, Землянский уезд, Воронежская губерния, РСФСР ― 19 марта 2008, Коломна, Московская область, Россия) ― советский юрист. Народный судья Волжского городского суда Марийской АССР (1965―1976). Заслуженный юрист РСФСР (1969).

## Биография
Родилась 7 марта 1921 года в деревне Орехово ныне Касторенского района Курской области.
В 1947 году окончила Казанскую юридическую школу, а в 1952 году ― Казанский филиал Всесоюзного заочного юридического института.
В 1947 году направлена в Марийскую АССР: народный судья в посёлке Сернур, городах Волжск, Звенигово, в 1965―1976 годах ― народный судья Волжского городского суда.  
За многолетнюю и безупречную работу в 1969 году ей присвоено почётное звание «Заслуженный юрист РСФСР». Награждена медалями и дважды ― Почётной грамотой Президиума Верховного Совета Марийской АССР.
Скончалась 19 марта 2008 года в подмосковной Коломне.

## Звания и награды
- Заслуженный юрист РСФСР (1969)[1][2]
- Медаль «За доблестный труд. В ознаменование 100-летия со дня рождения Владимира Ильича Ленина» (1970)[1][2]
- Почётная грамота Президиума Верховного Совета Марийской АССР (1957, 1967)[1][2]